# فرناندو سانتاماريا برييتو
فرناندو سانتاماريا برييتو هو سياسي مكسيكي، ولد في 12 ديسمبر 1952 في ولاية فيراكروز في المكسيك. نشط حزبياً في حزب العمل الوطني. وقد انتخب عضو مجلس النواب المكسيك ‏.